# 413 a.C.
Il 413 a.C. (CDXIII a.C. in numeri romani) è un anno  del V secolo a.C.

## Eventi
- 27 agosto - Nicia e il generale Demostene abbandonano l'assedio di Siracusa; catturata la flotta ateniese, Nicia viene ucciso.
- Al re di Macedonia Perdicca II succede Archelao I
- Roma
  - Consoli Aulo Cornelio Cosso e Lucio Furio Medullino
  - Ferentino, sottratta dai romani ai Volsci, viene donata agli Ernici

## Morti
- Demostene, militare ateniese
- Eurimedonte, militare ateniese
- Nicia, militare e politico ateniese (n. 470 a.C.)
- Perdicca II di Macedonia, sovrano macedone antico